# Портрет Ильи Григорьевича Ямника
«Портрет Ильи Григорьевича Ямника» — картина английского художника Джорджа Доу из Военной галереи Зимнего дворца.
Картина представляет собой ростовой портрет дворцового гренадера 1-й статьи Ильи Григорьевича Ямника из состава Военной галереи Зимнего дворца.
Илья Григорьевич Ямник (1781 — после 1833) — происходит из крестьян Полтавской губернии. В военной службе состоял с начала 1800-х годов, служил в лейб-гвардии Измайловском полку. Принимал участие в русско-шведской войне 1808—1809 годов, в Отечественной войне 1812 года и в Заграничных походах 1813 и 1814 годов. В 1827 году зачислен в Роту дворцовых гренадер и в 1833 году уволен в бессрочный отпуск с начислением пенсии.
Изображён стоящим в помещении возле колонны, на которую падает его тень. Одет в форму дворцовых гренадер, на груди знаки отличия Военного ордена Св. Георгия и ордена Св. Анны, серебряная медаль «В память Отечественной войны 1812 года» на Андреевской ленте, медаль «За взятие Парижа» и далее несколько неопознанных иностранных медалей и знаков. В руках держит драгунское гладкоствольное ружьё образца 1809 года производства Ижевского оружейного завода, слева из-за ноги виден край ножен пехотного тесака. Справа внизу на базисе колонны подпись художника и дата: Geo Dawe RA 1828, слева внизу чёрной краской нанесена поздняя надпись, относящаяся к началу 1830-х годов: Гренадеръ Илья Ямникъ, в правом нижнем углу голубой краской нанесены цифры: 205 (эти цифры соответствуют номеру картины в «Описи картин Николая I»). С тыльной стороны картины белой краской повторён номер «Описи картин Николая I» и красно-коричневым нанесён шифр Е352, мелом написаны цифры 83; на подрамнике два зачеркнутых шифра, соответствующих номерам в описях Екатерининского дворца: зелёным ЕДМ 763 и светло-голубым ЕДМ 1147.
Картина написана в начале 1828 года и является одним из четырёх ростовых портретов дворцовых гренадер, написанных Доу по отдельному заказу императора Николая I (гонорар Доу за эту работу был выплачен в следующем году). Считалось что вся серия создавалась в первую очередь как иллюстрация образцов военной формы, однако по замечанию хранителя британской живописи в Эрмитаже Е. П. Ренне «упоминание имён наиболее заслуженных лейб-гвардейцев в заказе свидетельствует, что они были самоценны как портреты».
Первоначально картина находилась в Уборной Николая I в Александровском дворце в Царском Селе, затем находилась в Большом флигеле Екатерининского дворца в Царском Селе. В 1941 году, после начала Великой Отечественной войны, картина была эвакуирована, хранилась в Центральном хранилище музейных фондов пригородных дворцов в Павловске и в 1956 году передана в Эрмитаж. Выставлялась в Военной галерее Зимнего дворца, затем была убрана в запасники и лишь иногда показывается на временных выставках.
В. М. Глинка, описывая портреты дворцовых гренадер, отмечал:

Глядя на портреты дворцовых гренадеров, мы прежде всего должны помнить, что это — рядовые представители того доблестного русского войска, которое обороняло нашу Родину в 1812 году. …Это — как бы представители тех, чьи геройские тени незримо присутствуют в Военной галерее, выстраиваясь в тесный строй за каждым генералом, водившим их в бой. Это — те, без чьей храбрости, упорства и мужества самый талантливый полководец не одержал бы своих прославленных побед

Другие портреты дворцовых гренадер работы Доу

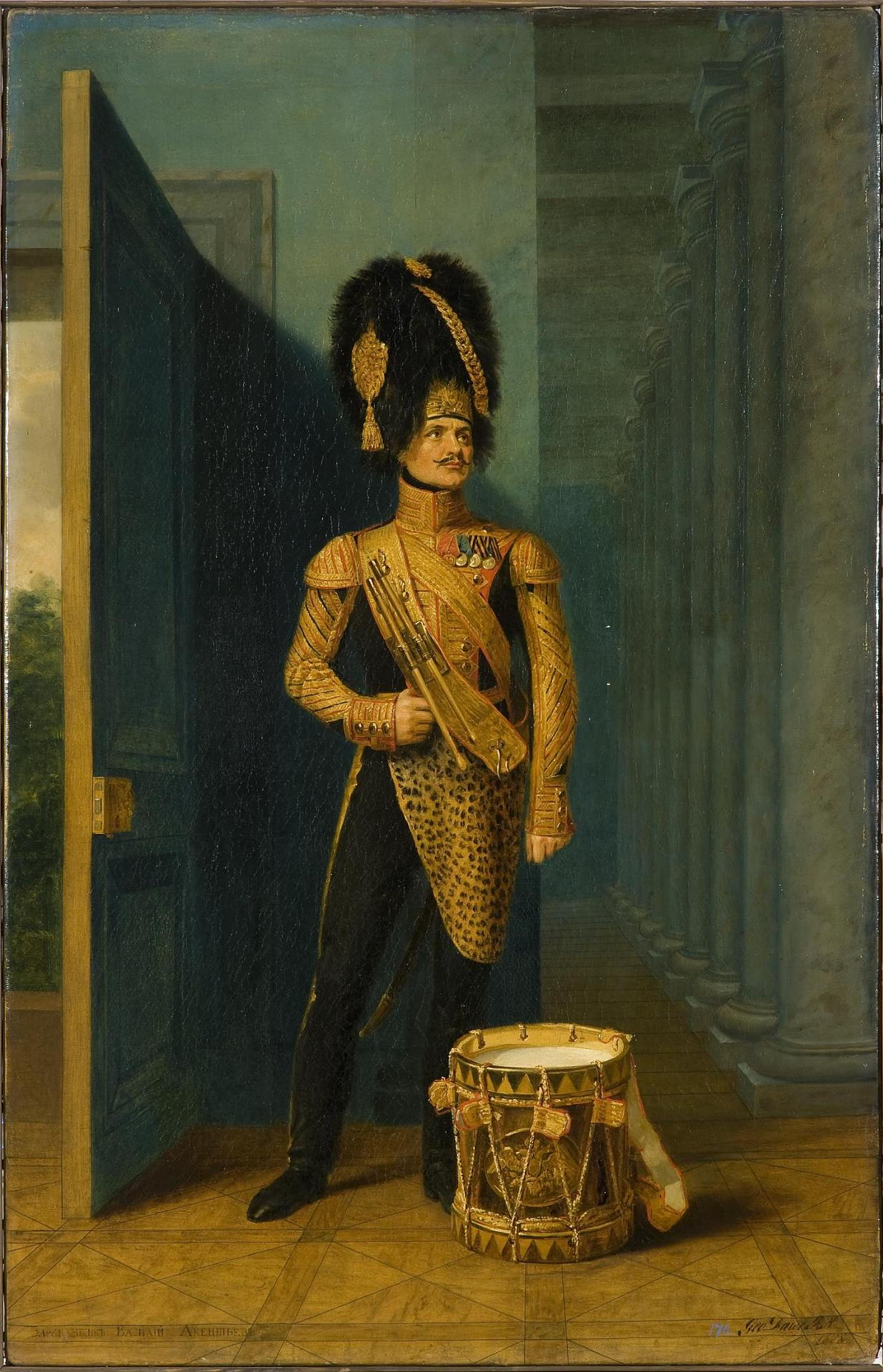
Портрет Василия Трифоновича Акентьева
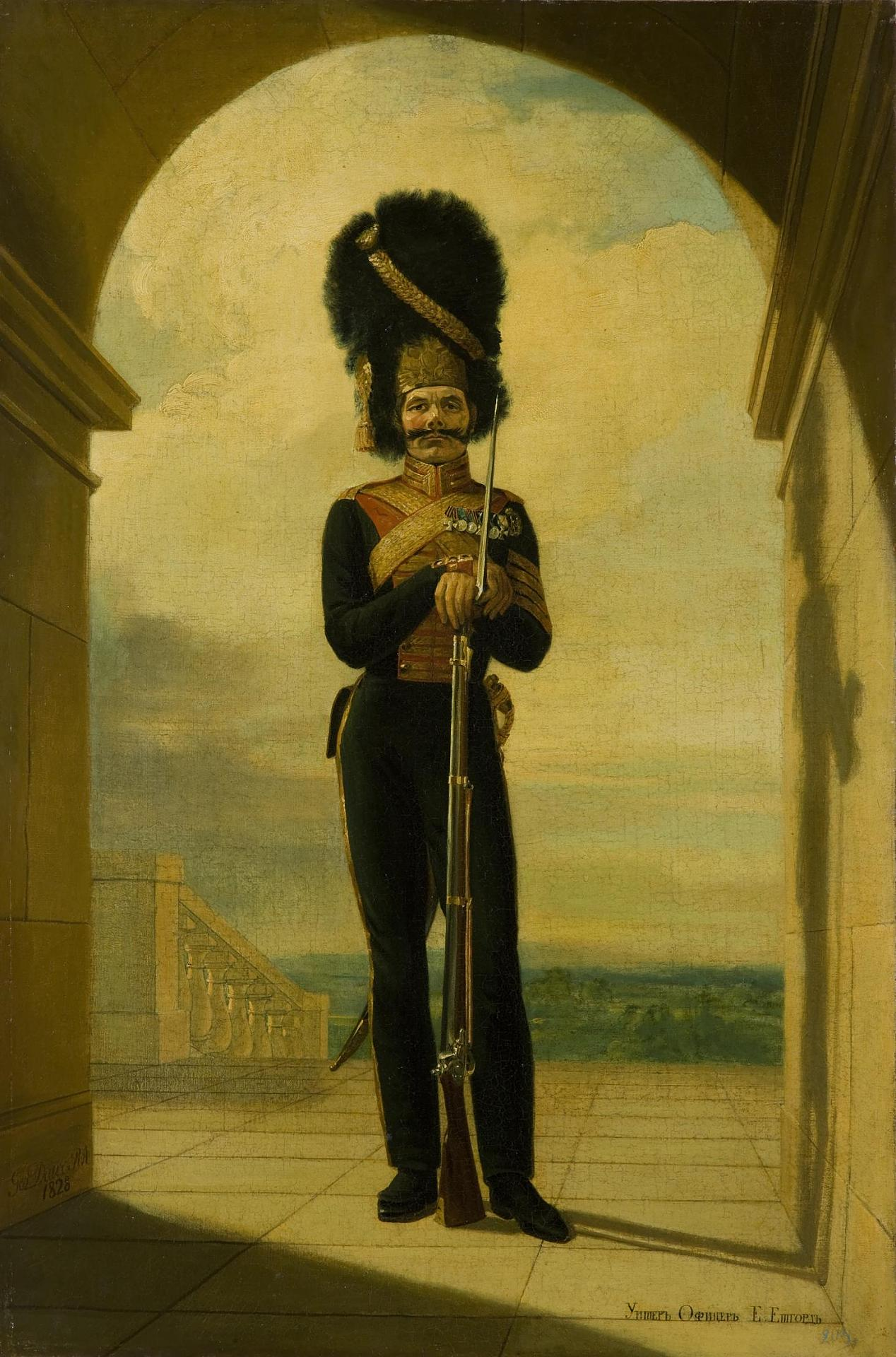
Портрет Егора Егоровича Гетгорта
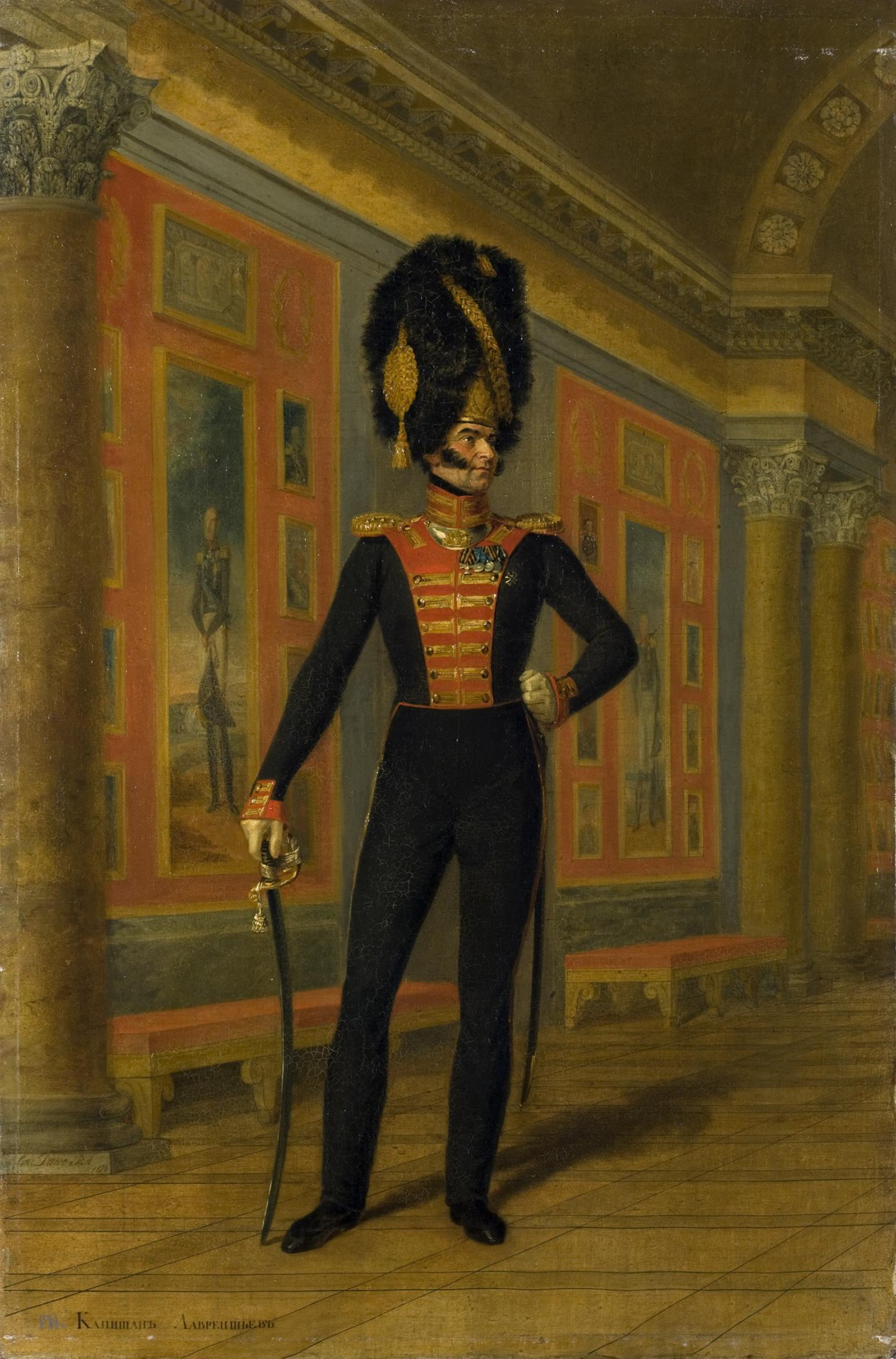
Портрет Василия Михайловича Лаврентьева